# Kanosh
Kanosh (1821 – 24 décembre 1884), probablement né à Spanish Fork Canyon, était un chef de la tribu Pahvant des Indiens Utes au XIXe siècle. 
Kanosh invita les mormons à venir s'établir dans sa région, où ils fondèrent la ville de Kanosh, dans le territoire de l'Utah.
Il rejoignit l'Église de Jésus-Christ des saints des derniers jours. En 1874 il fut ordonné ancien par Dimick B. Huntington 
Il fut l’un des tout  premiers amérindiens à recevoir les dotations du temple. Kanosh rencontra Brigham Young le 1er septembre 1857 pour discuter de la stratégie en relation avec la guerre d’Utah. Brigham Young autorisa Kanosh et son groupe à prélever le bétail des migrants traversant le territoire d’Utah.
L’une des épouses de Kanosh fut Sally, une Paiute du Sud qui avait été élevée dans la famille de Brigham Young. Cette relation est une raison essentielle pour laquelle il travailla en étroite collaboration avec les saints des derniers jours. L'une de ses autres épouses fut une Paiute nommée Mary qui avait été élevée par des saints des derniers jours à Payson, Utah, territoire d'Utah. Kanosh construisit une cabane pour elle, alors que ses trois autres femmes vivaient dans des tipis.
Kanosh et sa tribu Pahvant ont été le seul grand groupe de Utes qui n'ont pas participé à la Black Hawk War. Il mourut dans la ville de Kanosh, territoire d’Utah.